# Daniel Junge
Daniel Junge (Cheyenne, ...) è un regista statunitense.

## Biografia
Documentarista, ha studiato presso la New York University. Il suo documentario d'esordio Chiefs del 2002 ha vinto il premio di miglior documentario al Tribeca Film Festival.
Ha ricevuto per due volte una candidatura all'Oscar: la prima nel 2010 per il documentario The Last Campaign of Governor Booth Gardner, la seconda nel 2012 per il cortometraggio documentario Saving Face.

## Filmografia
- Chiefs (2002)
- Iron Ladies of Liberia[1] (2007)
- The Last Campaign of Governor Booth Gardner (2009)
- Saving Face (2011)
- Being Evel (2014) - documentario